# Elymische Sprache
Die elymische Sprache ist eine ausgestorbene Sprache, die von der einheimischen Bevölkerung Westsiziliens, die in der Antike als Elymer bezeichnet wurde, gesprochen wurde. Schriftliche Zeugnisse dieser Sprache datieren aus dem 6. bis 4. Jahrhundert v. Chr.
Die Sprache ist nur sehr spärlich überliefert, neben Toponymen und Anthroponymen sind hauptsächlich einige Zeichen auf Münzen und Tonfragmenten in griechischer Schrift erhalten, die in der antiken Stadt Segesta gefunden wurden. Anhand dieser Quellen ist sich die Forschung einig, dass das Elymische eine indogermanische Sprache ist, die nähere Zuordnung zu einer bestimmten indogermanischen Sprachgruppe ist seit langem umstritten und bis heute nicht geklärt.